# Makinavaja
Makinavaja: el último choriso es una serie de historietas desarrollada por el dibujante español Ivà desde 1986 hasta 1994 para la revista El Jueves. En la misma, Ivà refería las cómicas andanzas del delincuente homónimo, medio filósofo, medio justiciero, que vive en la Barcelona de los  años 1980 y 1990, acompañado de sus cómplices, y tiene como centro de operaciones el bar "El Pirata", situado en el Barrio Chino de la ciudad. Incorporaba, además, lo que podía ocurrir en el barrio donde vivía y la actualidad política del momento: los Juegos Olímpicos de Barcelona 1992, la comunión de su sobrino, o las manifestaciones estudiantiles de los 1980. La serie gozó de gran éxito y fue objeto de adaptaciones a otros medios.[cita requerida]

## Creación
Ivà vivió de joven en pensiones de la Rambla de Barcelona, y allí respiró, rodeado de prostitutas, delincuentes y policías, el mismo ambiente que años más tarde recrearía perfectamente en sus historietas. A menudo, sus aventuras expresan ideas filosóficas y políticas, algunas de las cuales eran las propias de su autor, de marcado carácter izquierdista y a quien sus propios amigos trataban como teórico de la revolución, haciendo gala de un gran cinismo, y un sentido de la vida muy particular.
Su personaje toma el nombre de la canción "Mackie el Navaja" popularizada por José Guardiola, adaptación al español del éxito "Mack the Knife" (Mack el Cuchillo en inglés), que a su vez era una adaptación inglesa del alemán "Mackie Messer" (que significa Mackie Cuchillo en alemán). Esta conocida y versionada canción alemana tiene letra original de Bertolt Brecht y relata las andanzas de un despiadado asesino de los bajos fondos; la canción se incluyó en la obra de teatro "La ópera de los tres centavos". Brecht se habría basado en MacHeath, personaje delictivo proveniente de la ópera de baladas inglesa "The Beggar's Opera", escrita por John Gay en 1728. En español, la canción de Rubén Blades "Pedro Navaja", popularizada en España también por la Orquesta Platería, es una revisión de este famoso bandido callejero de ficción, pero con melodía totalmente distinta.
De hecho, en uno de los tebeos de Makinavaja, el sobrino de "Maki", el Pitufo, canta una canción punk en un club: la canción es, básicamente, una traducción literal al español de "Mack the Knife" con Makinavaja como protagonista.

## Descripción
La serie está protagonizada por un vulgar atracador llamado Miguel Serrano, al que todo el mundo conoce como Makinavaja (abreviado en ocasiones como "Maki") y chapado a la antigua, que lleva tupé y que junto a sus inseparables compañeros, "Popeye Smith " (Popi) y "Mustafá Beniben" (también conocido como "Mojamé" o "Moromielda"), deambula por las calles de Barcelona cometiendo todo tipo de fechorías. Maki tiene una peculiar forma de vivir la vida, en ocasiones filósofo y en otras poeta, y de marcada tendencia anarquista. 
A pesar de su vida delictiva, Maki tiene buen corazón y se rebela frente a las injusticias sociales, y contra las instituciones que las cometen.
Su cuartel general se encuentra situado en una tasca del "Barrio Chino" llamada "El Pirata", en donde gracias al regente (al que llaman el Pirata o el Pira, un antiguo delincuente reciclado en hostelero) en suelen guardar todo tipo de armas, alijos de droga y algún que otro cadáver enterrado en la bodega. 
El cómic se caracteriza por la expresividad en los rostros de sus personajes y por el particular vocabulario que utilizan, transcribiéndose la fonética y no lo gramaticalmente correcto, además del uso de la jerga propia (o inventada) de los delincuentes, policía, o los personajes que pululan por las historietas. Por ejemplo, algunas de sus expresiones habituales son: "po fueno, po fale, po malegro", así como el amplio uso de tacos y expresiones soeces, que introducen aún más al lector en ese mundo sórdido de los bajos fondos.

## Trayectoria editorial
La publicación de Makinavaja gozó de gran éxito, convirtiéndose rápidamente en la más popular de las historietas de la revista El Jueves, junto a las Historias de la Puta Mili, del mismo autor. Aun tras la muerte del autor en 1994, la serie siguió reponiéndose una y otra vez hasta que se eliminó en 2008. 
Ambas series fueron publicadas también en varios tomos que agrupaban las que iban apareciendo semanalmente en El Jueves, tomos que han sido reeditados posteriormente.

## Adaptaciones
- Teatro: En 1989 se estrenó la versión teatral de Makinavaja por la compañía teatral "Tirapalan" a partir de una adaptación teatral de Pepe Miravete, con la dirección de Al Víctor y Pepe Miravete con Ferran Rañé como protagonista y música de Pata Negra.[3]
- Cine: También se realizaron en 1992 dos películas basadas en el tebeo, tituladas "Makinavaja, el último choriso" y "Semos peligrosos (uséase Makinavaja 2)", dirigidas por Carlos Suárez y que protagonizaron Andrés Pajares y Jesús Bonilla. Podía verse a Mary Santpere haciendo de la Maru, la madre del Maki. En esa película, aparece también Carmen Conesa.

- Televisión: Se emitió una serie de televisión en TVE (1995), protagonizada por Pepe Rubianes y Ricard Borràs. En esa serie, Florinda Chico hacía de la Maru, y Llàtzer Escarceller del abuelo. Del personaje del Pirata se encargaba Pedro Reyes. En el episodio "El Chino ya no es lo que era", trabajaron Rafael Álvarez "El Brujo" y José Lifante.

La letra de la canción, tanto de la serie como de la película, la compuso en parte el propio Ivà, y aparece en una de las historietas interpretada por el Pitufo, sobrino de Maki. La versión que aparece al principio de la película fue interpretada por el grupo musical Suburbano.
El grupo navarro Tijuana in Blue tiene una canción dedicada al personaje llamada también "Makinavaja, el último choriso" ().